# Liste des centrales nucléaires en Chine
La liste des centrales nucléaires en république populaire de Chine compte en août 2025 21 centrales électrogènes totalisant 58 réacteurs nucléaires opérationnels et 33 réacteurs nucléaires en construction. La Chine est au deuxième rang mondial pour le nombre de réacteurs opérationnels (derrière les États-unis), et au 1er rang mondial pour le nombre de réacteurs en construction.

## Historique
| \| Hongyanhe CEFR Shidao Bay Haiyang Tianwan Fangjiashan Qinshan Sanmen Ningde Fuqing Daya Bay Ling Ao Taishan Yangjiang Changjiang Fangchenggang Zhangzhou Taipingling San'Ao Xudabao Lufeng Xiapu Zhaoyuan Jinqimen Lianjiang \| Localisation des centrales nucléaires en Chine |
| Hongyanhe CEFR Shidao Bay Haiyang Tianwan Fangjiashan Qinshan Sanmen Ningde Fuqing Daya Bay Ling Ao Taishan Yangjiang Changjiang Fangchenggang Zhangzhou Taipingling San'Ao Xudabao Lufeng Xiapu Zhaoyuan Jinqimen Lianjiang                                                      |

En août 2025, la Chine compte :
- 58 réacteurs nucléaires opérationnels répartis sur 21 centrales nucléaires, totalisant une puissance installée de 56 930 MWe[1];
- 33 réacteurs nucléaires en construction pour une puissance prévue de 35 355 MWe[1];
- 26 réacteurs nucléaires en projet approuvé[réf. nécessaire].

Ainsi la Chine est au deuxième rang mondial en termes de nombre total de réacteurs nucléaires installés (dernière les États-Unis et devant la France), mais au troisième rang mondial en termes de puissance totale installée (dernière les États-Unis premier, et la France deuxième). Elle est au premier rang mondial en termes de nombre de réacteurs en construction et en projet,,.
En 2020, 4,9 % de l'électricité produite en Chine était d'origine nucléaire dont la production s'élevait à 344,7 TWh, ce qui situe la Chine au 2e rang des pays producteurs derrière les États-Unis d'Amérique et devant la France. 
Le réacteur QINSHAN-1, un réacteur CNP-300 mis en service en 1991, est le plus ancien réacteur chinois en activité.

## Réacteurs électrogènes
Le parc de réacteurs nucléaires chinois est constitué de réacteurs de deuxième et de troisième génération. La quasi totalité des réacteurs en exploitation sont de la filière des réacteurs à eau pressurisée, à l'exception des réacteurs Qinshan 3-1 et 3-2 qui sont des réacteurs à eau lourde pressurisée. Toutes les centrales nucléaires sont situées en bord de mer.
Le 16 mars 2011, à la suite de l’accident nucléaire de Fukushima, le conseil d'état de la Chine gèle les nouvelles autorisations de construction de nouveaux réacteurs nucléaires. En octobre 2012, le gouvernement ré-autorise les demandes de nouveaux projets de réacteurs, mais uniquement pour des modèles de troisième génération. Les projets de construction de réacteurs de deuxième génération décidés avant cette date restent cependant maintenus, ce qui explique le démarrage de chantier de réacteur de deuxième génération après cette date,.
Le constructeur de la chaudière nucléaire est une entreprise chinoise, excepté pour :
- les deux réacteurs de la centrale de Daya-Bay et les deux réacteurs de la centrale nucléaire de Ling Ao (fournie par Framatome)[10],[11];
- les deux réacteurs 3-1 et 3-2 de la centrale nucléaire de Qinshan (fournie par AECL) ;
- les deux réacteurs 1 et 2 de la centrale nucléaire de Tianwan (fournie par Izhorskiye Zavody).

### Modèles de deuxième génération
Les modèles CNP-300, CNP-600 et CNP-1000 (de respectivement 300 MWe, 600 MWe et 1 000 MWe) sont des réacteurs à eau pressurisée de conception entièrement chinoise, initialement développé dans les années 1970,. Le CNP-300 constitue le plus ancien modèle de réacteur chinois en activité (QINSHAN-1).
Les quatre réacteurs M310 des centrales de Daya Bay et Ling Ao (tranches 1 et 2), sont des réacteurs à eau pressurisée de 900 MWe de conception française, développés par EDF et Framatome. Ils sont directement dérivés des réacteurs no 5 et 6 de la centrale nucléaire de Gravelines (appartenant au palier CP1 français). Le réacteur CPR-1000 est une version du réacteur M310 partiellement sinisée et de puissance augmentées à 1 000 MWe. 
Les deux réacteurs CANDU 6 de la centrale de Qinshan (tranches 3-1 et 3-2), sont des réacteurs à eau lourde de 600 MWe, de conception canadienne développé par Énergie atomique du Canada Limitée.

### Modèles de troisième génération
L'AP1000 est un réacteur à eau pressurisée de 1 100 MWe de conception américaine, développé par Westinghouse. Le réacteur CAP1000 en est une version sinisée de puissance équivalente, tandis que le CAP1400 (aussi appelé Guohe-one) en est une version sinisée et plus puissante (1 400 MWe).
L'EPR est un réacteur à eau pressurisée de 1 650 MWe de conception franco-allemande, développé par Areva et Siemens. Deux exemplaires ont été construits à la centrale nucléaire de Taishan.
L'ACPR-1000 est un réacteur à eau pressurisée de 1 000 MWe de conception chinoise développé par China General Nuclear Power Corporation (CGNPC). Il s'agit de la version entièrement sinisée du réacteur CPR-1000. Quatre exemplaires sont construits dans les années 2010 sur les sites des centrales de Hongyanhe (tranches 5 et 6), et de Yangjiang (tranches 5 et 6).
Le VVER-1000/V428(M) et le VVER-1200/491 sont des réacteurs à eau pressurisée de respectivement 1 000 MWe et 1 100 MWe, développés par le russe Rosatom. Les huit exemplaires se situent aux centrales nucléaire de Tianwan et de Xudabao.
Enfin, le Hualong-1 (ou HPR-1000) est un réacteur à eau pressurisée de 1 100 MWe de conception entièrement chinoise, et dérivé des réacteurs ACPR-1000+ et ACP-1000. Il a été développé en parallèle par les deux compagnies chinoises CNNC et CGNPC, qui de faite, ont chacune leur propre version du réacteur Hualong-1.

### Liste des réacteurs nucléaires électrogènes de génération II et III en Chine

#### Définitions
Les caractéristiques des réacteurs sont données dans le tableau ci-après, les données sont principalement issues de la base de données PRIS (Power Reactor Information System) de l’Agence internationale de l'énergie atomique (AIEA).
Base de données établie par l'AIEA qui définit ainsi les termes :
- La puissance nette correspond à la puissance électrique délivrée sur le réseau et sert d'indicateur en termes de puissance installée,
- La puissance brute correspond à la puissance délivrée par l'alternateur (= puissance nette augmentée de la consommation interne de la centrale),
- La puissance thermique correspond, à la puissance délivrée par la chaudière nucléaire

Le début de construction correspond à la date de coulage des fondations du bâtiment réacteur. Une tranche (nom utilisé pour un réacteur complet) est considérée comme opérationnelle après son premier couplage au réseau. La mise en service commercial est le transfert contractuel de l’installation du constructeur vers le propriétaire ; en principe après réalisation des tests réglementaires et contractuels et après fonctionnement continu à 100 % pendant une durée définie au contrat de construction.
| Centrale - tranche     | Province / Municipalité | Statut           | Modèle            | Puissance   | Puissance   | Puissance        | Maitre d'œuvre | Début construction | Raccordement au réseau | Mise en service commercial |
| Centrale - tranche     | Province / Municipalité | Statut           | Modèle            | Nette [MWe] | Brute [MWe] | Thermique [MWth] | Maitre d'œuvre | Début construction | Raccordement au réseau | Mise en service commercial |
| ---------------------- | ----------------------- | ---------------- | ----------------- | ----------- | ----------- | ---------------- | -------------- | ------------------ | ---------------------- | -------------------------- |
| BAILONG-1              | Guangxi                 | En projet        | CAP1000           | ~1 160      | ~1 250      | ~3 400           | SPIC           |                    |                        |                            |
| BAILONG-2              | Guangxi                 | En projet        | CAP1000           | ~1 160      | ~1 250      | ~3 400           | SPIC           |                    |                        |                            |
| CHANGJIANG-1           | Hainan / Changjiang     | Opérationnel     | CNP-600           | 601         | 650         | 1 930            | CNNC           | 25 avril 2010      | 7 nov. 2015            | 25 déc. 2015               |
| CHANGJIANG-2           | Hainan / Changjiang     | Opérationnel     | CNP-600           | 601         | 650         | 1 930            | CNNC           | 21 nov. 2010       | 20 juin 2016           | 12 août 2016               |
| CHANGJIANG-3           | Hainan / Changjiang     | En construction  | HPR-1000          | 1 000       | 1 198       | 3 190            | CNNC           | 31 mars 2021       |                        |                            |
| CHANGJIANG-4           | Hainan / Changjiang     | En construction  | HPR-1000          | 1 000       | 1 198       | 3 190            | CNNC           | 28 déc. 2021       |                        |                            |
| DAYA BAY-1             | Guangdong / Shenzhen    | Opérationnel     | M310              | 944         | 984         | 2 905            | CGNPC          | 7 août 1987        | 31 août 1993           | 1er fév. 1994              |
| DAYA BAY-2             | Guangdong / Shenzhen    | Opérationnel     | M310              | 986         | 1 026       | 2 905            | CGNPC          | 7 avril 1988       | 7 fév. 1994            | 6 mai 1994                 |
| FANGCHENGGANG-1        | Guangxi / Fangchenggang | Opérationnel     | CPR-1000          | 1 000       | 1 086       | 2 905            | CGNPC          | 30 juill. 2010     | 25 oct. 2015           | 1er janv. 2016             |
| FANGCHENGGANG-2        | Guangxi / Fangchenggang | Opérationnel     | CPR-1000          | 1 000       | 1 086       | 2 905            | CGNPC          | 23 déc. 2010       | 15 juill. 2016         | 1er oct. 2016              |
| FANGCHENGGANG-3        | Guangxi / Fangchenggang | Opérationnel     | HPR-1000          | 1 000       | 1 180       | 3 150            | CGNPC          | 24 déc. 2015       | 10 janv. 2023          | 25 mars 2023               |
| FANGCHENGGANG-4        | Guangxi / Fangchenggang | Opérationnel     | HPR-1000          | 1 000       | 1 180       | 3 150            | CGNPC          | 23 déc. 2016       | 9 avril 2024           | 25 mai 2024                |
| FANGCHENGGANG-5        | Guangxi / Fangchenggang | En projet        | HPR-1000          | ~1 100      | ~1 208      | ~3 180           | CGNPC          |                    |                        |                            |
| FANGCHENGGANG-6        | Guangxi / Fangchenggang | En projet        | HPR-1000          | ~1 100      | ~1 208      | ~3 180           | CGNPC          |                    |                        |                            |
| FANGJASHAN-1           | Zhejiang / Jiaxing      | Opérationnel     | CPR-1000          | 1 012       | 1 089       | 2 905            | CNNC           | 26 déc. 2008       | 4 nov. 2014            | 15 déc. 2014               |
| FANGJASHAN-2           | Zhejiang / Jiaxing      | Opérationnel     | CPR-1000          | 1 012       | 1 089       | 2 905            | CNNC           | 17 juill. 2009     | 12 janv. 2015          | 12 fév. 2015               |
| FUQING-1               | Fujian / Fuzhou         | Opérationnel     | CNP-1000          | 1 000       | 1 089       | 2 905            | CNNC           | 21 nov. 2008       | 20 août 2014           | 22 nov. 2014               |
| FUQING-2               | Fujian / Fuzhou         | Opérationnel     | CNP-1000          | 1 000       | 1 089       | 2 905            | CNNC           | 17 juin 2009       | 6 août 2015            | 16 oct. 2015               |
| FUQING-3               | Fujian / Fuzhou         | Opérationnel     | CNP-1000          | 1 000       | 1 089       | 2 905            | CNNC           | 31 déc. 2010       | 7 sept. 2016           | 24 oct. 2016               |
| FUQING-4               | Fujian / Fuzhou         | Opérationnel     | CNP-1000          | 1 000       | 1 089       | 2 905            | CNNC           | 17 nov. 2012       | 29 juill. 2017         | 17 sept. 2017              |
| FUQING-5               | Fujian / Fuzhou         | Opérationnel     | HPR-1000          | 1 075       | 1 150       | 3 060            | CNNC           | 7 mai 2015         | 27 nov. 2020           | 30 janv. 2021              |
| FUQING-6               | Fujian / Fuzhou         | Opérationnel     | HPR-1000          | 1 075       | 1 150       | 3 060            | CNNC           | 22 déc. 2015       | 1er janv. 2022         | 25 mars 2022               |
| HAIYANG-1              | Shandong / Yantai       | Opérationnel     | AP1000            | 1 170       | 1 250       | 3 415            | SPIC           | 24 sept. 2009      | 17 août 2018           | 22 oct. 2018               |
| HAIYANG-2              | Shandong / Yantai       | Opérationnel     | AP1000            | 1 170       | 1 250       | 3 415            | SPIC           | 20 juin 2010       | 13 oct. 2018           | 9 janv. 2019               |
| HAIYANG-3              | Shandong / Yantai       | En construction  | CAP1000           | 1 161       | 1 253       | 3 400            | SPIC           | 7 juillet 2022     |                        |                            |
| HAIYANG-4              | Shandong / Yantai       | En construction  | CAP1000           | 1 161       | 1 253       | 3 400            | SPIC           | 2 avril 2023       |                        |                            |
| HAIYANG-5              | Shandong / Yantai       | En projet        | CAP1000           | ~1 161      | ~1 253      | ~3 400           | SPIC           |                    |                        |                            |
| HAIYANG-6              | Shandong / Yantai       | En projet        | CAP1000           | ~1 161      | ~1 253      | ~3 400           | SPIC           |                    |                        |                            |
| HONGYANHE-1            | Liaoning / Dalian       | Opérationnel     | CPR-1000          | 1 061       | 1 119       | 2 905            | CGNPC          | 18 août 2007       | 17 fév. 2013           | 6 juin 2013                |
| HONGYANHE-2            | Liaoning / Dalian       | Opérationnel     | CPR-1000          | 1 061       | 1 119       | 2 905            | CGNPC          | 28 mars 2008       | 23 nov. 2013           | 13 mai 2014                |
| HONGYANHE-3            | Liaoning / Dalian       | Opérationnel     | CPR-1000          | 1 061       | 1 119       | 2 905            | CGNPC          | 7 mars 2009        | 23 mars 2015           | 16 août 2015               |
| HONGYANHE-4            | Liaoning / Dalian       | Opérationnel     | CPR-1000          | 1 061       | 1 119       | 2 905            | CGNPC          | 15 août 2009       | 1er avril 2016         | 19 sept. 2016              |
| HONGYANHE-5            | Liaoning / Dalian       | Opérationnel     | ACPR-1000         | 1 061       | 1 119       | 2 905            | CGNPC          | 29 mars 2015       | 25 juin 2021           | 31 juill. 2021             |
| HONGYANHE-6            | Liaoning / Dalian       | Opérationnel     | ACPR-1000         | 1 061       | 1 119       | 2 905            | CGNPC          | 24 juillet 2015    | 2 mai 2022             | 23 juin 2022               |
| JINQIMEN-1             | Zhejiang / Ninbo        | En construction  | HPR-1000          | 1 120       | 1 200       | 3 180            | CNNC           | 10 août 2025       |                        |                            |
| JINQIMEN-2             | Zhejiang / Ninbo        | En projet        | HPR-1000          | ~1 120      | ~1 200      | ~3 180           | CNNC           |                    |                        |                            |
| LIANJIANG-1            | Guangdong / Lianjiang   | En construction  | CAP1000           | 1 161       | 1 250       | 3 400            | SPIC           | 27 sept. 2023      |                        |                            |
| LIANJIANG-2            | Guangdong / Lianjiang   | En construction  | CAP1000           | 1 161       | 1 250       | 3 400            | SPIC           | 26 avril 2024      |                        |                            |
| LING AO-1              | Guangdong / Shenzhen    | Opérationnel     | M310              | 938         | 990         | 2 895            | CGNPC          | 15 mai 1997        | 26 fév. 2002           | 28 mai 2002                |
| LING AO-2              | Guangdong / Shenzhen    | Opérationnel     | M310              | 938         | 990         | 2 895            | CGNPC          | 28 nov. 1997       | 14 sept. 2002          | 8 janv. 2003               |
| LING AO-3              | Guangdong / Shenzhen    | Opérationnel     | CPR-1000          | 1 007       | 1 086       | 2 905            | CGNPC          | 15 déc. 2005       | 15 juill. 2010         | 15 sept. 2010              |
| LING AO-4              | Guangdong / Shenzhen    | Opérationnel     | CPR-1000          | 1 007       | 1 086       | 2 905            | CGNPC          | 15 juin 2006       | 3 mai 2011             | 7 août 2011                |
| LUFENG-1               | Guangdong / Shanwei     | En construction  | CAP1000           | 1 161       | 1 200       | 3 400            | CGNPC          | 24 fév. 2025       |                        |                            |
| LUFENG-2               | Guangdong / Shanwei     | En projet        | CAP1000           | ~1 160      | ~1 250      | ~3 400           | CGNPC          |                    |                        |                            |
| LUFENG-5               | Guangdong / Shanwei     | En construction  | HPR-1000          | 1 116       | 1 200       | 3 180            | CGNPC          | 8 sept. 2022       |                        |                            |
| LUFENG-6               | Guangdong / Shanwei     | En construction  | HPR-1000          | 1 116       | 1 200       | 3 180            | CGNPC          | 26 août 2023       |                        |                            |
| NINGDE-1               | Fujian / Ningde         | Opérationnel     | CPR-1000          | 1 018       | 1 089       | 2 905            | CGNPC          | 18 fév. 2008       | 28 déc. 2012           | 15 avril 2013              |
| NINGDE-2               | Fujian / Ningde         | Opérationnel     | CPR-1000          | 1 018       | 1 089       | 2 905            | CGNPC          | 12 nov. 2008       | 4 janv. 2014           | 14 mai 2014                |
| NINGDE-3               | Fujian / Ningde         | Opérationnel     | CPR-1000          | 1 018       | 1 089       | 2 905            | CGNPC          | 8 janv. 2010       | 21 mars 2015           | 10 juin 2015               |
| NINGDE-4               | Fujian / Ningde         | Opérationnel     | CPR-1000          | 1 018       | 1 089       | 2 905            | CGNPC          | 29 sept. 2010      | 29 mars 2016           | 21 juill. 2016             |
| NINGDE-5               | Fujian / Ningde         | En construction  | HPR-1000          | 1 116       | 1 200       | 3 180            | CGNPC          | 28 juill. 2024     |                        |                            |
| NINGDE-6               | Fujian / Ningde         | En projet        | HPR-1000          | ~1 116      | ~1 200      | ~3 180           | CGNPC          |                    |                        |                            |
| QINSHAN-1              | Zhejiang / Jiaxing      | Opérationnel     | CNP-300           | 298         | 310         | 966              | CNNC           | 20 mars 1985       | 15 déc. 1991           | 1er avril 1994             |
| QINSHAN 2-1            | Zhejiang / Jiaxing      | Opérationnel     | CNP-600           | 610         | 650         | 1 930            | CNNC           | 2 juin 1996        | 6 fév. 2002            | 15 avril 2002              |
| QINSHAN 2-2            | Zhejiang / Jiaxing      | Opérationnel     | CNP-600           | 610         | 650         | 1 930            | CNNC           | 1er avril 1997     | 11 mars 2004           | 3 mai 2004                 |
| QINSHAN 2-3            | Zhejiang / Jiaxing      | Opérationnel     | CNP-600           | 610         | 650         | 1 930            | CNNC           | 28 avril 2006      | 1er août 2010          | 5 oct. 2010                |
| QINSHAN 2-4            | Zhejiang / Jiaxing      | Opérationnel     | CNP-600           | 610         | 650         | 1 930            | CNNC           | 28 janv. 2007      | 25 nov. 2011           | 30 déc. 2011               |
| QINSHAN 3-1            | Zhejiang / Jiaxing      | Opérationnel     | CANDU 6           | 650         | 700         | 2 064            | CNNC           | 8 juin 1998        | 19 nov. 2002           | 31 déc. 2002               |
| QINSHAN 3-2            | Zhejiang / Jiaxing      | Opérationnel     | CANDU 6           | 650         | 700         | 2 064            | CNNC           | 25 sept. 1998      | 12 juin 2003           | 24 juill. 2003             |
| SANAOCUN-1             | Wenzhou / Cangnan       | En construction  | HPR-1000          | 1 117       | 1 210       | 3 180            | CGNPC          | 31 déc. 2020       |                        |                            |
| SANAOCUN-2             | Wenzhou / Cangnan       | En construction  | HPR-1000          | 1 117       | 1 210       | 3 180            | CGNPC          | 30 déc. 2021       |                        |                            |
| SANAOCUN-3             | Wenzhou / Cangnan       | En projet        | HPR-1000          | ~1 117      | ~1 210      | ~3 180           | CGNPC          |                    |                        |                            |
| SANAOCUN-4             | Wenzhou / Cangnan       | En projet        | HPR-1000          | ~1 117      | ~1 210      | ~3 180           | CGNPC          |                    |                        |                            |
| SANMEN-1               | Zhejiang / Taizhou      | Opérationnel     | AP1000            | 1 157       | 1 251       | 3 400            | CNNC           | 19 avril 2009      | 30 juin 2018           | 21 sept. 2018              |
| SANMEN-2               | Zhejiang / Taizhou      | Opérationnel     | AP1000            | 1 157       | 1 251       | 3 400            | CNNC           | 15 déc. 2009       | 24 août 2018           | 5 nov. 2018                |
| SANMEN-3               | Zhejiang / Taizhou      | En construction  | CAP1000           | 1 163       | 1 251       | 3 400            | CNNC           | 28 juin 2022       | 2027                   |                            |
| SANMEN-4               | Zhejiang / Taizhou      | En construction  | CAP1000           | 1 163       | 1 251       | 3 400            | CNNC           | 22 mars 2023       | 2028                   |                            |
| SANMEN-5               | Zhejiang / Taizhou      | En projet        | HPR-1000          | ~1 100      | ~1 215      | ~3 180           | CNNC           |                    |                        |                            |
| SANMEN-6               | Zhejiang / Taizhou      | En projet        | HPR-1000          | ~1 100      | ~1 210      | ~3 180           | CNNC           |                    |                        |                            |
| SHIDAOWAN GUOHE ONE-1, | Shandong / Weihai       | Pré-exploitation | CAP1400           | ~1 400      | ~1 500      | ~4 040           | CHG            | 19 juin 2019       | 31 oct. 2024           |                            |
| SHIDAOWAN GUOHE ONE-2  | Shandong / Weihai       | En construction  | CAP1400           | ~1 400      | ~1 500      | ~4 040           | CHG            | 21 avril 2020      |                        |                            |
| SHIDAOWAN-1            | Shandong / Weihai       | En construction  | HPR-1000          | 1 134       | 1 225       | 3 180            | CHG            | 28 juill. 2024     |                        | 2029                       |
| SHIDAOWAN-2            | Shandong / Weihai       | En construction  | HPR-1000          | 1 134       | 1 225       | 3 180            | CHG            | 8 mai 2025         |                        |                            |
| SHIDAOWAN-3            | Shandong / Weihai       | En projet        | HPR-1000          | ~1 134      | ~1 225      | ~3 180           | CHG            |                    |                        |                            |
| SHIDAOWAN-4            | Shandong / Weihai       | En projet        | HPR-1000          | ~1 134      | ~1 225      | ~3 180           | CHG            |                    |                        |                            |
| TAIPINGLING-1          | Guangdong / Huizhou     | En construction  | HPR-1000          | 1 116       | 1 202       | 3 190            | CGNPC          | 26 déc. 2019       |                        | 2025                       |
| TAIPINGLING-2          | Guangdong / Huizhou     | En construction  | HPR-1000          | 1 116       | 1 202       | 3 190            | CGNPC          | 15 oct. 2020       |                        | 2026                       |
| TAIPINGLING-3          | Guangdong / Huizhou     | En construction  | HPR-1000          | 1 116       | 1 202       | 3 190            | CGNPC          | 10 juin 2025       |                        |                            |
| TAIPINGLING-4          | Guangdong / Huizhou     | En projet        | HPR-1000          | ~1 116      | ~1 202      | ~3 190           | CGNPC          |                    |                        |                            |
| TAISHAN-1              | Guangdong / Jiangmen    | Opérationnel     | EPR               | 1 660       | 1 750       | 4 590            | CGNPC          | 18 nov. 2009       | 29 juin 2018           | 13 déc. 2018               |
| TAISHAN-2              | Guangdong / Jiangmen    | Opérationnel     | EPR               | 1 660       | 1 750       | 4 590            | CGNPC          | 15 avril 2010      | 23 juin 2019           | 7 sept. 2019               |
| TAISHAN-3              | Guangdong / Jiangmen    | En projet        | HPR-1000          | ~1 100      | ~1 200      | ~3 180           | CGNPC          |                    |                        |                            |
| TAISHAN-4              | Guangdong / Jiangmen    | En projet        | HPR-1000          | ~1 100      | ~1 200      | ~3 180           | CGNPC          |                    |                        |                            |
| TIANWAN-1              | Jiangsu / Lianyungang   | Opérationnel     | VVER-1000 /V-428  | 990         | 1 060       | 3 000            | CNNC           | 20 oct. 1999       | 12 mai 2006            | 17 mai 2007                |
| TIANWAN-2              | Jiangsu / Lianyungang   | Opérationnel     | VVER-1000 /V-428  | 990         | 1 060       | 3 000            | CNNC           | 20 sept. 2000      | 14 mai 2007            | 16 août 2007               |
| TIANWAN-3              | Jiangsu / Lianyungang   | Opérationnel     | VVER-1000 /V-428M | 1 060       | 1 126       | 3 000            | CNNC           | 27 déc. 2012       | 30 déc. 2017           | 14 fév. 2018               |
| TIANWAN-4              | Jiangsu / Lianyungang   | Opérationnel     | VVER-1000 /V-428M | 1 060       | 1 126       | 3 000            | CNNC           | 27 sept. 2013      | 27 oct. 2018           | 22 déc. 2018               |
| TIANWAN-5              | Jiangsu / Lianyungang   | Opérationnel     | CNP-1000          | 1 000       | 1 118       | 2 905            | CNNC           | 27 déc. 2015       | 8 août 2020            | 9 sept. 2020               |
| TIANWAN-6              | Jiangsu / Lianyungang   | Opérationnel     | CNP-1000          | 1 000       | 1 118       | 2 905            | CNNC           | 7 sept. 2016       | 11 mai 2021            | 2 juin 2021                |
| TIANWAN-7              | Jiangsu / Lianyungang   | En construction  | VVER-1200 /V491   | 1 171       | 1 265       | 3 200            | CNNC           | 19 mai 2021        |                        |                            |
| TIANWAN-8              | Jiangsu / Lianyungang   | En construction  | VVER-1200 /V491   | 1 171       | 1 265       | 3 200            | CNNC           | 25 fév. 2022       |                        |                            |
| XIAPU-3                | Fujian / Xiapu          | En projet        | HPR-1000          | ~1 100      | ~1 200      | ~3 180           | CNNC/HPI       |                    |                        |                            |
| XIAPU-4                | Fujian / Xiapu          | En projet        | HPR-1000          | ~1 100      | ~1 200      | ~3 180           | CNNC/HPI       |                    |                        |                            |
| XUDABU-1               | Liaoning /Xingcheng     | En construction  | CAP1000           | 1 000       | 1 080       | 2 905            | CNNC           | 3 nov. 2023        |                        | 2028                       |
| XUDABU-2               | Liaoning /Xingcheng     | En construction  | CAP1000           | 1 000       | 1 080       | 2 905            | CNNC           | 17 juill. 2024     |                        | 2029                       |
| XUDABU-3               | Liaoning /Xingcheng     | En construction  | VVER-1200 /V491   | 1 200       | 1 274       | 3 200            | CNNC           | 28 juill. 2021     |                        | 2027                       |
| XUDABU-4               | Liaoning /Xingcheng     | En construction  | VVER-1200 /V491   | 1 200       | 1 274       | 3 200            | CNNC           | 19 mai 2022        |                        | 2028                       |
| XUWEI-1                | Jiangsu                 | En projet        | HPR-1000          | ~1 100      | ~1 200      | ~3 180           | CNNC           |                    |                        |                            |
| XUWEI-2                | Jiangsu                 | En projet        | HPR-1000          | ~1 100      | ~1 200      | ~3 180           | CNNC           |                    |                        |                            |
| YANGJIANG-1            | Guangdong / Yangjiang   | Opérationnel     | CPR-1000          | 1 000       | 1 086       | 2 905            | CGNPC          | 16 déc. 2008       | 31 déc. 2013           | 25 mars 2014               |
| YANGJIANG-2            | Guangdong / Yangjiang   | Opérationnel     | CPR-1000          | 1 000       | 1 086       | 2 905            | CGNPC          | 4 juin 2009        | 10 mars 2015           | 5 juin 2015                |
| YANGJIANG-3            | Guangdong / Yangjiang   | Opérationnel     | CPR-1000          | 1 000       | 1 086       | 2 905            | CGNPC          | 15 nov. 2010       | 18 oct. 2015           | 1er janv. 2016             |
| YANGJIANG-4            | Guangdong / Yangjiang   | Opérationnel     | CPR-1000          | 1 000       | 1 086       | 2 905            | CGNPC          | 17 nov. 2012       | 8 janv. 2017           | 15 mars 2017               |
| YANGJIANG-5            | Guangdong / Yangjiang   | Opérationnel     | ACPR-1000         | 1 000       | 1 086       | 2 905            | CGNPC          | 18 sept. 2013      | 23 mai 2018            | 12 juill. 2018             |
| YANGJIANG-6            | Guangdong / Yangjiang   | Opérationnel     | ACPR-1000         | 1 000       | 1 086       | 2 905            | CGNPC          | 23 déc. 2013       | 29 juin 2019           | 24 juill. 2019             |
| ZHANGZHOU-1            | Fujian / Zhangzhou      | Opérationnel     | HPR-1000          | 1 126       | 1 212       | 3 180            | CNNC           | 16 oct. 2019       | 28 nov. 2024           | 1er janv. 2025             |
| ZHANGZHOU-2            | Fujian / Zhangzhou      | En construction  | HPR-1000          | 1 126       | 1 212       | 3 180            | CNNC           | 4 sept. 2020       |                        |                            |
| ZHANGZHOU-3            | Fujian / Zhangzhou      | En construction  | HPR-1000          | 1 129       | 1 214       | 3 180            | CNNC           | 22 fév. 2024       |                        |                            |
| ZHANGZHOU-4            | Fujian / Zhangzhou      | En construction  | HPR-1000          | 1 129       | 1 214       | 3 180            | CNNC           | 27 sept. 2024      |                        |                            |
| ZHAOYUAN-1             | Shandong                | En projet        | HPR-1000          | ~1 100      | ~1 200      | ~3 180           | CGNPC          |                    |                        |                            |
| ZHAOYUAN-1             | Shandong                | En projet        | HPR-1000          | ~1 100      | ~1 200      | ~3 180           | CGNPC          |                    |                        |                            |

## Petits réacteurs modulaires
La république populaire de Chine développe également des petits réacteurs modulaires, dit PRM (ou SMR pour Small Modular Reactors en anglais) :
| Nom        | Province / Municipalité | Statut          | Type | Modèle | Puissance   | Puissance   | Puissance        | Exploitant                   | Maitre d'œuvre | Début construction | Raccordement au réseau | Mise en service commerciale |
| Nom        | Province / Municipalité | Statut          | Type | Modèle | Nette [MWe] | Brute [MWe] | Thermique [MWth] | Exploitant                   | Maitre d'œuvre | Début construction | Raccordement au réseau | Mise en service commerciale |
| ---------- | ----------------------- | --------------- | ---- | ------ | ----------- | ----------- | ---------------- | ---------------------------- | -------------- | ------------------ | ---------------------- | --------------------------- |
| LINGLONG-1 | Hainan / Changjiang     | En construction | REP  | ACP100 | 100         | 125         | 385              | Hainan Nuclear Power Company | CNNC           | 31 juill. 2021     |                        |                             |

## Réacteurs de génération IV
| Nom          | Province / Municipalité | Statut           | Type                      | Modèle  | Puissance   | Puissance   | Puissance        | Exploitant                                         | Maitre d'œuvre | Début construction | Raccordement au réseau | Mise en service commerciale |
| Nom          | Province / Municipalité | Statut           | Type                      | Modèle  | Nette [MWe] | Brute [MWe] | Thermique [MWth] | Exploitant                                         | Maitre d'œuvre | Début construction | Raccordement au réseau | Mise en service commerciale |
| ------------ | ----------------------- | ---------------- | ------------------------- | ------- | ----------- | ----------- | ---------------- | -------------------------------------------------- | -------------- | ------------------ | ---------------------- | --------------------------- |
| SHIDAO-BAY-1 | Shandong / Weihai       | Opérationnel     | Réacteur à lit de boulets | HTR-PM  | 150         | 211         | 500              | Huaneng Shangdong Shidao-Bay Nuclear Power Company | CHG            | 9 déc. 2012        | 14 déc. 2021           | 6 déc. 2023                 |
| XIAPU-1      | Fujian / Xiapu          | Pré-exploitation | RNR-Na                    | CFR-600 | 642         | 682         | 1 882            | CNNC                                               | CNNC           | 29 déc. 2017       | déc. 2023              |                             |
| XIAPU-2      | Fujian / Xiapu          | En construction  | RNR-Na                    | CFR-600 | 642         | 682         | 1 882            | CNNC                                               | CNNC           | 27 déc. 2020       | 2026                   |                             |
| XUWEI-3      | Jiangsu                 | En projet        | HTGR                      |         |             |             |                  | CNNC                                               | CNNC           |                    |                        |                             |

## Réacteur expérimental
L'Institut chinois de l'énergie atomique exploite le réacteur à neutrons rapides expérimental chinois à Pékin[réf. souhaitée].
| Nom du réacteur                                  | Statut       | Type   | Modèle | Puissance   | Puissance   | Puissance        | Début de construction | Raccordement au réseau |
| Nom du réacteur                                  | Statut       | Type   | Modèle | Nette [MWe] | Brute [MWe] | Thermique [MWth] | Début de construction | Raccordement au réseau |
| ------------------------------------------------ | ------------ | ------ | ------ | ----------- | ----------- | ---------------- | --------------------- | ---------------------- |
| Réacteur à neutrons rapides expérimental chinois | Opérationnel | RNR-Na | BN-20  | 20          | 25          | 65               | mai 2000              | 21 juin 2011           |